# Elsa Brandstake
Elsa Frederica Brandstake, född Marcus 21 april 1876 i Mosaiska församlingen i Stockholm, död 12 juli 1931 i Stockholm, var en svensk lärare i spetssömnad och författare till böcker om textilhantverk. 
Elsa Brandstake studerade spetssömnad vid Deutsche Spitzenschule i Berlin. Hon var under flera år skribent i veckotidningen Vårt Hem. Hon var verksam i Stockholm och gav ut ett flertal böcker om textilhantverk samt undervisade även i broderi, virkning och stickning.
Elsa Brandstake var dotter till sidenkramhandlaren Fredric Meyer Marcus (1835–1882) och handelsidkaren Hilma Sofia Josephson (1849–1926). Modern var dotter till Semmy Josephson av släkten Josephson och syster till konstnären Ernst Josephson. Elsa Brandstake gifte sig 25 maj 1905 med sjukgymnasten Axel Jakob Brandstake (1875–1916), bördig från Finland. Paret skilde sig 1911. Elsa Brandstake dog av lunginflammation 55 år gammal 1931 i Stockholm.